# Idionyx victor
Idionyx victor – gatunek ważki z rodziny Synthemistidae. Miejsce typowe to Hongkong.